# 台湾聖公会
台湾聖公会（たいわんせいこうかい）は、台湾にあるキリスト教聖公会の台湾教区で、組織上は米国聖公会の第8管区に所属する。教会堂のほかに、大学、学校などの関連施設もある。

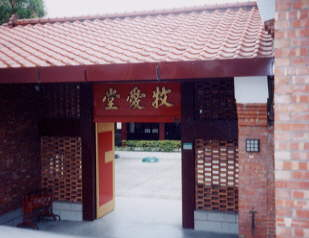
牧愛堂（台北）

## 歴史
台湾聖公会の歴史は比較的新しく、第二次世界大戦後の1949年に国民党と一緒に中国大陸から渡ってきた中華聖公会に所属した人々によって開始された。1954年に、米国聖公会の援助のもと、教区として正式に設立され、主教も聖別された。
戦前の日本聖公会による台湾聖公会については、下記「旧台湾聖公会」を参照。

## おもな教会と所在地
| - 聖ヨハネ座堂 St. John's Cathedral （主教座） 台北市大安区復興南路二段280号號 - 牧愛堂 Church of the Good Shepherd 台北市士林区中正路509號 - 降臨堂 Tamsui Advent Church 新北市淡水区淡金路四段499号 (聖ヨハネ科技大学内) - 聖公会人文書苑 Missionary Station in Hsinchu 新竹市關新北路12號 - 聖三一堂 Holy Trinity Church 基隆市信義区東明路163號 - 聖路加堂 St. Luke's Church 花蓮県花蓮市明心街1之6號 - 聖ヤコブ堂 St. James Church 台中市西区五權西路一段23號 | - 聖ペテロ堂 St. Peter's Church 嘉義市東区興中街8號 - 天恩堂 Grace Church 台南市東区崇徳路550巷24號 - 諸聖徒堂 All Saints' Church 高雄市岡山区介壽路5號 - 聖パウロ堂 St. Paul's Church 高雄市三民区自強一路200號 - 聖テモテ堂 St. Timothy's Church 高雄市新興区忠孝一路262号3樓 - 聖馬可堂 St. Mark's Church 屏東県屏東市忠孝路120之11號 |

（2025年の調査から）

## 歴代主教

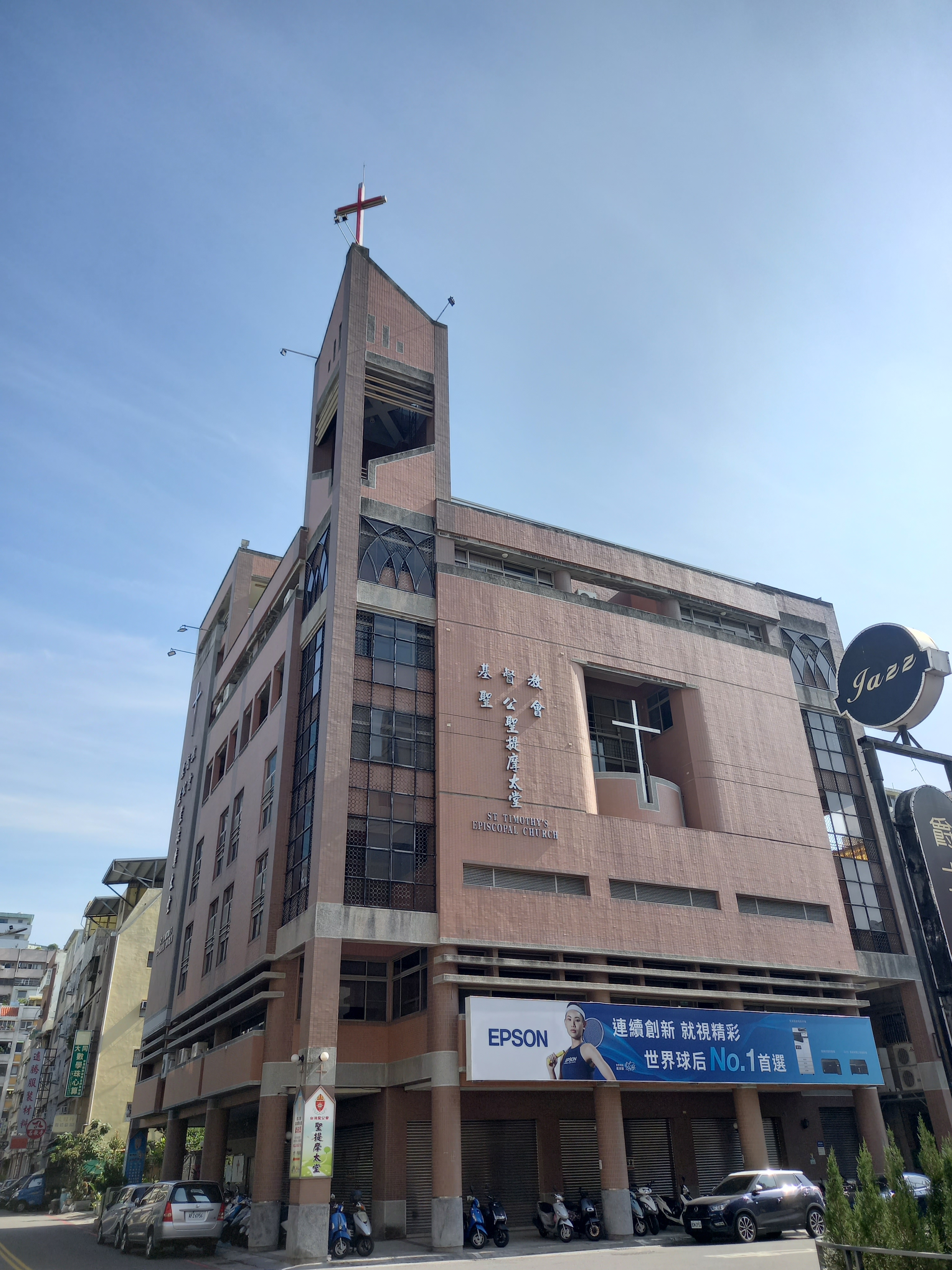
聖提摩太堂（高雄）

歴代の主教は米国・香港・中国大陸出から選ばれてきたが、6代目主教（賴榮信主教）に本省人が初めて選ばれている。
- 甘納徳主教（1954-1960） Bishop N.T. Kan (Harry S. Kennedy)
- 吉爾生主教（1961-1964） Bishop E.S. Chi (Charles P. Gilson)
- 王長齡 (主教)（1965-1970） Bishop C.L. Wang (James C. L. Wong)
- 龐徳明主教（1971-1979） Bishop T.M. Pang
- 張培揚主教（1980-1987） Bishop P.Y. Chang
- 簡啓聰主教（1988-2001） Bishop John C.T. Chien
- 賴榮信主教（2001-2020） Bishop David J. H. Lai
- 張員栄主教（2020-） Bishop Lennon Y.R. Chang

## 祈祷書など
祈祷書は中文・『台湾聖公会祈祷書』が作られている。また、改訂共通聖書日課に基づいて「特祷」（祝文）や聖書日課を集めた、『華語聖公會 週年祝文及選讀經課（甲年）』、『同（乙年）』、『（丙年）』が発行されていて、そこでの聖書の旧約、詩編、新約、福音引用は『新標點和合本聖書』が使われている。

## 関連機構
- 聖約翰科技大学 （St. John's University）

## 旧台湾聖公会

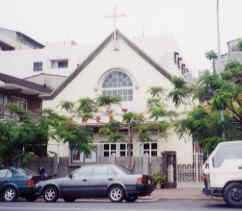
台南聖公会（1926年建立）その後台湾基督長老教会台南南門教会（1999年撮影）

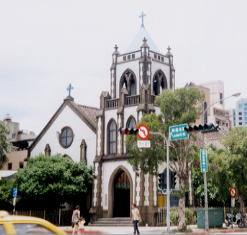
台湾基督長老教会中山基督教会（台北）は往時の台北聖公会

戦前日本が台湾を領有中、日本聖公会は台湾聖公会（台湾教区）を作り、日本語で礼拝を行なっている。おもな教会堂は、
- 台南聖公会教会堂（1926年）
現在、台湾基督長老教会の南門教会：台南市南門路117号 [南門路假日花市對面][2]
- 基隆聖公会教会堂（1936年）
- 台北聖公会教会堂（1937年）
現在、台湾基督長老教会の中山教会：台北市林森北路62号 [長安東路口]
- 台中聖公会教会堂（1939年）

1945年日本の敗戦で、日本人がほぼ全員台湾から引き揚げた時に、しばらくして教会堂は人手に渡り、その後二教会堂は台湾で大多数を占める台湾基督長老教会の教会堂になって残った。

## 参考
- 台湾聖公会教会巡礼記 - 三上吉彦 (1999年)
- 台湾聖公会訪問記 - 岩城聰（2006年）